# Marathon van Antwerpen 2019
De marathon van Antwerpen 2019 werd gelopen op zondag 28 april 2019. Het was de 31e editie van deze marathon. 
Bij de mannen was de Belg Willem Van Schuerbeeck het sterkst; hij passeerde de streep na 2:21.40. Bij de vrouwen ging de winst naar de Belgische Astrid Verhoeven in 2:41.19.
De marathon was een onderdeel van de Antwerp 10 Miles.

## Uitslagen

### Snelste mannen
| rang   | naam                   | land | tijd    |
| ------ | ---------------------- | ---- | ------- |
| Goud   | Willem Van Schuerbeeck | BEL  | 2:21.40 |
| Zilver | Colin Bekers           | NED  | 2:26.57 |
| Brons  | Adrien Born            | BEL  | 2:33.36 |
| 4      | Joris Beaumon          | BEL  | 2:35.31 |
| 5      | Yves Peirsman          | BEL  | 2:38.23 |
| 6      | Nico Van Damme         | BEL  | 2:38.32 |
| 7      | Jérémy Blondel         | FRA  | 2:38.50 |
| 8      | Nick Chavanu           | NED  | 2:39.36 |
| 9      | Sander Van Schuerbeeck | BEL  | 2:41.24 |
| 10     | Frederik Christiaens   | BEL  | 2:42.32 |

### Snelste vrouwen
| rang   | naam                 | land | tijd    |
| ------ | -------------------- | ---- | ------- |
| Goud   | Astrid Verhoeven     | BEL  | 2:41.19 |
| Zilver | Natalie De Ridder    | BEL  | 3:08.32 |
| Brons  | Elly Kerstens        | BEL  | 3:10.10 |
| 4      | Isabel Bleyen        | BEL  | 3:13.53 |
| 5      | Geraldine Von Fintel | RSA  | 3:15.08 |

1980 ·
1981 ·
1982 ·
1983 ·
1984 ·
1985 ·
1986 ·
1987 ·
1988 ·
1989 ·
1990 ·
1991 ·
1992 ·
1993 ·
1994 ·
1995 ·
1996 ·
1997 ·
1998 ·
1999 ·
2000 ·
2001 ·
2002 ·
2003 ·
2004 ·
2005 ·
2006 ·
2007 ·
2008 ·
2009 ·
2010 ·
2011 · 
2012 ·
2013 ·
2014 ·
2015 ·
2016 ·
2017 ·
2018 ·
2019 ·
2020 ·
2021 ·
2022 ·
2023